# Sukhmail Mathon
Sukhmail Mathon (Queens, 1º maggio 1998) è un cestista statunitense.

## Statistiche

### NCAA
| Anno      | Squadra         | PG  | PT | MP   | TC%  | 3P%   | TL%  | RP   | AP  | PRP | SP  | PP   |
| --------- | --------------- | --- | -- | ---- | ---- | ----- | ---- | ---- | --- | --- | --- | ---- |
| 2017-2018 | Boston Terriers | 31  | 0  | 11,5 | 45,6 | 0     | 50,0 | 2,9  | 0,8 | 0,1 | 0,3 | 2,6  |
| 2018-2019 | Boston Terriers | 33  | 24 | 16,3 | 51,6 | 22,2  | 33,3 | 3,6  | 0,9 | 0,3 | 0,3 | 3,2  |
| 2019-2020 | Boston Terriers | 34  | 22 | 16,7 | 55,5 | 22,2  | 59,1 | 4,7  | 0,9 | 0,2 | 0,3 | 4,6  |
| 2020-2021 | Boston Terriers | 18  | 18 | 27,0 | 55,9 | 25, 0 | 77,4 | 8,2  | 2,0 | 0,5 | 1,3 | 11,2 |
| 2021-2022 | Boston Terriers | 35  | 35 | 30,1 | 53,0 | 20,0  | 78,5 | 10,2 | 1,5 | 0,6 | 0,7 | 15,1 |
| Carriera  | Carriera        | 151 | 99 | 19,9 | 53,0 | 22,2  | 73,2 | 5,8  | 1,2 | 0,3 | 0,5 | 7,1  |